# Georges Charpy
Augustin Georges Albert Charpy, né à Oullins le 1er septembre 1865 et mort à Paris le 25 novembre 1945, est un ingénieur et chimiste français. Son frère aîné Henri Charpy (1862-1921), son grand-père Léon Duflos de Saint-Amand (1803-1880) et son beau-père Charles Baudry (1844-1909) étaient comme lui d'anciens élèves de l'Ecole polytechnique.

## Biographie
Il fait ses études à l'École polytechnique (promotion 1885-1887). Il est professeur à l'école Monge en 1887 et rédige une thèse en physique en 1892. En 1892, il signe aussi avec Henry Gautier le manuel Leçons de chimie destiné aux élèves des classes préparatoires scientifiques, qui sera réédité à plusieurs reprises jusque dans les années 1920.  
En 1898, il intègre la Compagnie des forges de Châtillon-Commentry, au sein de laquelle il dirigera les Usines Saint-Jacques à Montluçon,, dont la production était principalement tournée vers la défense nationale (blindages, tourelles pour cuirassés, éléments de canons et projectiles de gros calibres). Pendant la guerre 1914-1918, il supervise toutes les fabrications d'armement dans les usines du Centre et il est, à partir de 1916, directeur technique de la Compagnie. 
En 1919, il est élu membre de l'Académie des sciences, dans la section des applications de la science à l'industrie. Il entre ensuite aux aciéries de la Compagnie des forges et aciéries de la marine et d'Homécourt avec le titre d'adjoint au directeur général. En 1920, il est nommé professeur de métallurgie à l'École des mines, puis, en 1922, professeur de chimie générale à Polytechnique. 
Il repose dans le cimetière de Néris-les-Bains, où il possédait une résidence secondaire. A Montluçon, une rue porte son nom. 

## Publications
- Recherches sur les solutions salines (1892). Thèses présentées à la Faculté des sciences de Paris, n° d'ordre 756.
- Leçons de chimie, en collaboration avec Henri Gautier (1892).